# Präkolumbisch

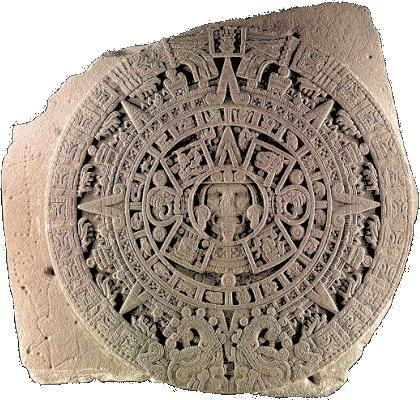
Der 360 cm durchmessende Stein der Sonne ist eines der bekanntesten Kunstwerke der Azteken

Präkolumbisch, präkolumbinisch oder präkolumbianisch (oft auch vorkolumbisch) bezieht sich auf die prähistorische und historische Geschichte Amerikas vor der sogenannten Entdeckung 1492 durch Christoph Kolumbus. Der Begriff wird auch verwendet, um Vorkommnisse zu beschreiben, die zwar nach der Landung durch Kolumbus, aber noch ohne europäische Einflüsse geschehen sind. Als Substantiv ist hier traditionell auch der Begriff Altamerika in Gebrauch, der sich auch in der Fachbezeichnung Altamerikanistik widerspiegelt und parallel zu Wortbildungen wie Altes Ägypten, Altes Griechenland usw. steht. Er umfasst die Zeit von der ersten Besiedlung Amerikas im Jungpaläolithikum bis zur europäischen Kolonisierung Amerikas in der Frühen Neuzeit.
Präkolumbisch wird oft speziell im Zusammenhang mit den frühen Hochkulturen Amerikas, wie den Azteken, Tolteken, Maya und Olmeken in Mesoamerika und den Inka und Moche in den Anden, verwendet.
Viele der präkolumbischen Hochkulturen wurden sesshaft, entwickelten Ackerbau, bauten monumental und hatten komplexe soziale Hierarchien. Viele dieser Zivilisationen waren zur Zeit der europäischen Entdeckung Amerikas bereits untergegangen und sind nur durch archäologische Forschungen bekannt. Andere wiederum sind durch spanische Dokumente aus der Jahrhundertwende zum 16. Jahrhundert bekannt. Nur wenige, so etwa die Maya, hatten ihre eigenen geschichtlichen Aufzeichnungen. Diese Texte waren in den Augen der spanischen Eroberer häretisch und wurden darum verbrannt. Nur wenige aztekische oder Maya-Dokumente existieren noch heute.
Die Bezeichnung „präkolumbisch“ für die Zeit vor der europäischen Entdeckung durch Kolumbus wird heute auch kritisch hinterfragt, weil er eine Diskontinuität der Geschichte der indigenen Völker konstruiert.